# Digi+Phonics
Digi+Phonics，是一個美國音樂製作團隊，由4個美國嘻哈音樂製作人組成，包括：戴夫·福利、索偉夫、泰·比斯特及威利·B。